# HMGA1

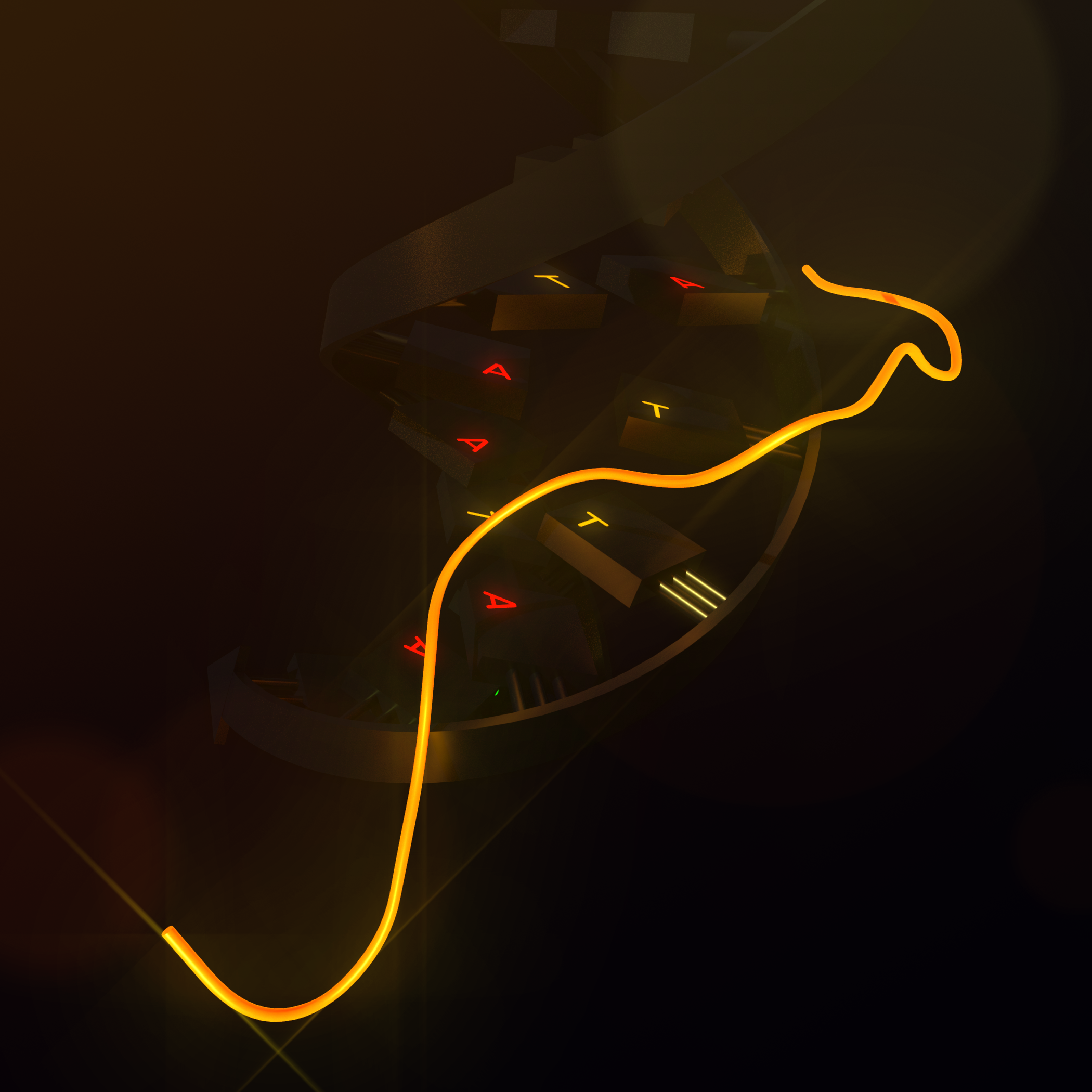
Estrutura do gancho AT do grupo de alta mobilidade

HMGA1 (do inglês High mobility group AT-hook 1) é uma proteína que é codificada pelo gene humano HMGA1.
Este gene codifica uma proteína não-histónica envolvida em muitos processos celulares, incluindo a regulação de transcrição genética induzível, integração de retrovírus em cromossomas e a progressão de metástases.
A proteína codificada liga-se preferencialmente ao sulco menor de regiões ricas em A+T, em ADN de fita dupla. Tem pouca estrutura secundária em solução mas assume diferentes conformações quando ligada a substratos como ADN e outras proteínas.
A proteína codificada é frequentemente acetilada e encontrada no núcleo celular.
Ratos que não possuem este gene desenvolvem um fenótipo de diabetes tipo 2.